# La Forêt-du-Temple
La Forêt-du-Temple est une commune française située à l'extrême nord du département de la Creuse en région Nouvelle-Aquitaine, et frontalière de la région Centre-Val de Loire. Au dernier recensement de 2012, la commune comptait 145 habitants.
La Forêt-du-Temple fait historiquement partie de la Marche. Elle se trouve aux confins septentrionaux de l’ancienne province, face au Berry. Jusqu'au 1er janvier 2016, elle fait partie de l'ancienne région Limousin.

## Géographie

### Hydrographie
Le territoire communal est arrosé par le Ruisseau de la Forêt, le Ruisseau des Gannettes dont il possède la source, et la rivière Vauvre dont il possède les sources.

### Climat
Pour des articles plus généraux, voir Climat de la Nouvelle-Aquitaine et Climat de la Creuse.
Historiquement, la commune est dans une zone de transition entre le climat océanique limousin et le climat montagnard.
En 2020, Météo-France publie une typologie des climats de la France métropolitaine dans laquelle la commune est dans une zone de transition entre le climat océanique altéré et le climat de montagne et est dans la région climatique Ouest et nord-ouest du Massif Central, caractérisée par une pluviométrie annuelle de 900 à 1 500 mm, maximale en automne et en hiver.
Pour la période 1971-2000, la température annuelle moyenne est de 10,4 °C, avec  une amplitude thermique annuelle de 15,2 °C. Le cumul annuel moyen de précipitations est de 946 mm, avec 12,8 jours de précipitations en janvier et 7,9 jours en juillet. Pour la période 1991-2020, la température moyenne annuelle observée sur la station météorologique la plus proche, située sur la commune de Genouillac à 10,27 km à vol d'oiseau, est de 0,0 °C et le cumul annuel moyen de précipitations est de 0,0 mm,. Pour l'avenir, les paramètres climatiques de la commune estimés pour 2050 selon différents scénarios d’émission de gaz à effet de serre sont consultables sur un site dédié publié par Météo-France en novembre 2022.

### Faune et flore
La Forêt-du-Temple est en majorité couverte par des exploitations agricoles. La commune compte 201 espèces indigènes (en particulier les genres ou espèces chêne, Trifolium, grenouille, crapaud, triton), 10 espèces introduites (non-envahissantes : Châtaignier, Claytonie perfoliée, Jonc grêle, Matricaire odorante, Myosotis des forêts, coucou, Oseille commune, Stellaire graminée, Véronique de Perse) parmi lesquelles une est envahissante  (Perche-soleil). Il n'y a aucune cryptogène et une domestique (Sumac à bois glabre).
La zone naturelle d'intérêt écologique, faunistique et floristique des Sources de la Vauvre et ses affluents se trouve en partie sur le nord du territoire de la commune,.

#### Voies routières

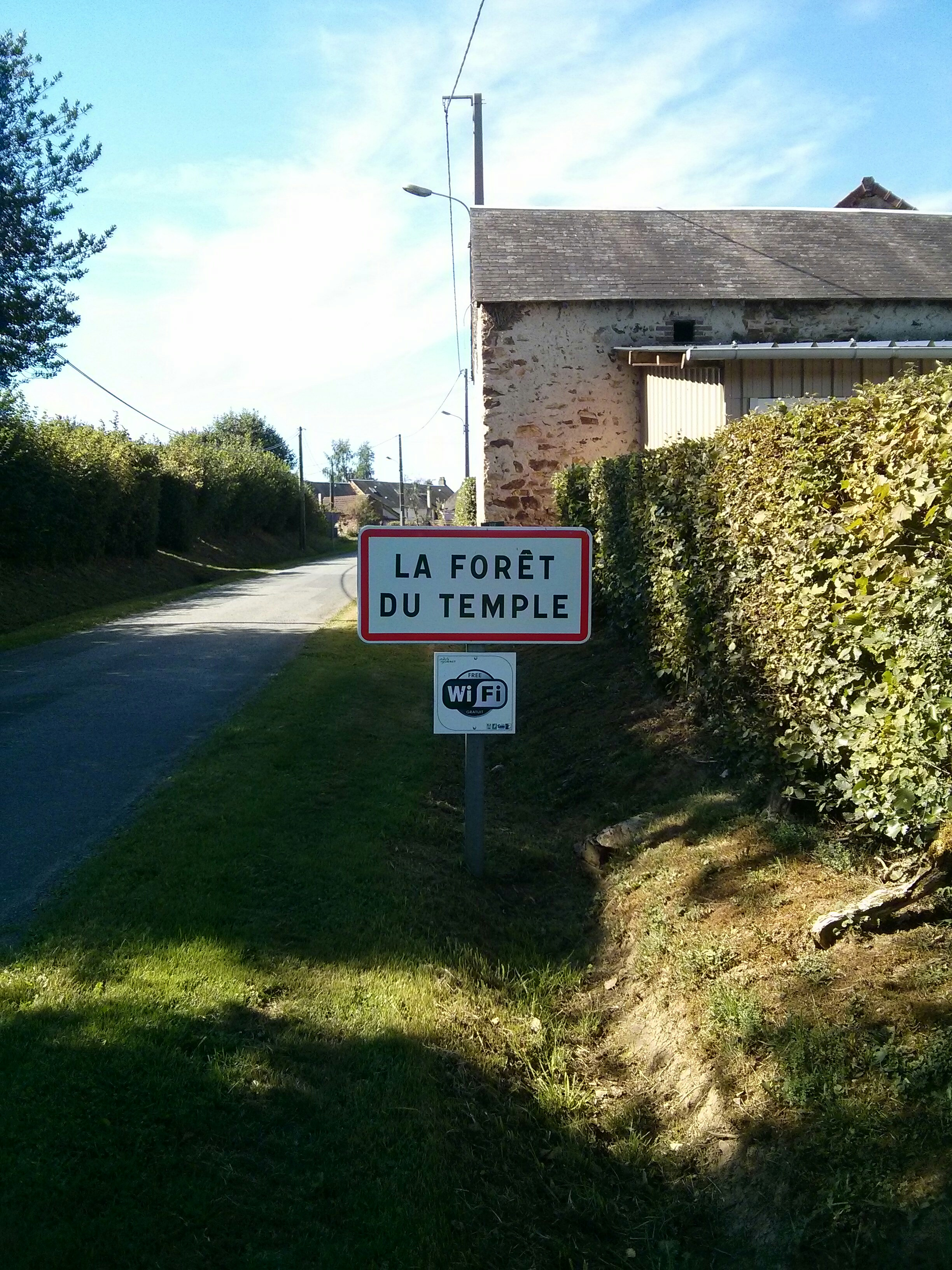
Panneau à l'entrée du village, rue du Puits.

### Voies de communication et transports

#### Transports
Le territoire de la commune est traversé par les vestiges de la voie ferrée de La Châtre à Guéret.
Le territoire communal est desservi par la ligne 13 du réseau TransCreuse au niveau de la mairie au bourg et d'un abribus au hameau de la Graule.

## Urbanisme

### Typologie
Au 1er janvier 2024, La Forêt-du-Temple est catégorisée commune rurale à habitat très dispersé, selon la nouvelle grille communale de densité à 7 niveaux définie par l'Insee en 2022.
Elle est située hors unité urbaine et hors attraction des villes,.

### Occupation des sols
L'occupation des sols de la commune, telle qu'elle ressort de la base de données européenne d’occupation biophysique des sols Corine Land Cover (CLC), est marquée par l'importance des territoires agricoles (92,7 % en 2018), une proportion identique à celle de 1990 (92,7 %). La répartition détaillée en 2018 est la suivante : 
zones agricoles hétérogènes (57,1 %), prairies (35,6 %), forêts (3,7 %), zones urbanisées (3,6 %). L'évolution de l’occupation des sols de la commune et de ses infrastructures peut être observée sur les différentes représentations cartographiques du territoire : la carte de Cassini (XVIIIe siècle), la carte d'état-major (1820-1866) et les cartes ou photos aériennes de l'IGN pour la période actuelle (1950 à aujourd'hui).

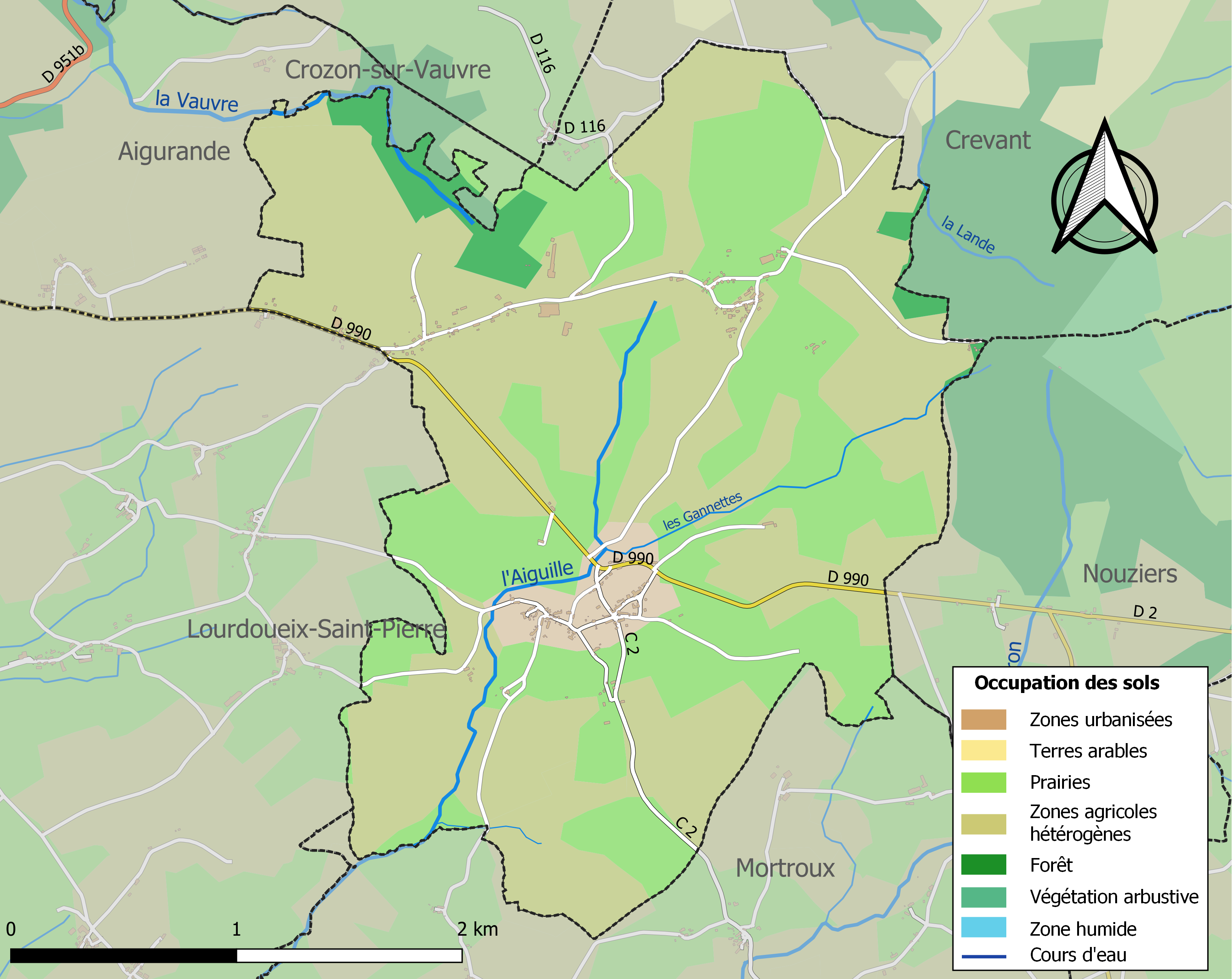
Carte des infrastructures et de l'occupation des sols de la commune en 2018 (CLC).

### Morphologie urbaine
Les douze hameaux et lieux-dits de la commune sont : l'Ailland, le Bourigeaud, les Chênes, les Fées, les Ganes Garaudes, les Ganettes, le Grand Pommier, les Grandes Chaumes, la Graule, Jappeloup, les Pièces et les Pouges.

### Logement
En 2019, selon l'INSEE, la commune de la Forêt-du-Temple compte au total 143 logements. Parmi eux, 50,0 % sont des résidences principales, 26,8 % des résidences secondaires et 23,3 % des logements vacants. La part des ménages propriétaires de leur résidence principale s’élève à 83,8 %.

### Risques majeurs
Le territoire de la commune de La Forêt-du-Temple est vulnérable à différents aléas naturels : météorologiques (tempête, orage, neige, grand froid, canicule ou sécheresse) et séisme (sismicité faible). Il est également exposé à un risque particulier : le risque de radon. Un site publié par le BRGM permet d'évaluer simplement et rapidement les risques d'un bien localisé soit par son adresse soit par le numéro de sa parcelle.

#### Risques naturels

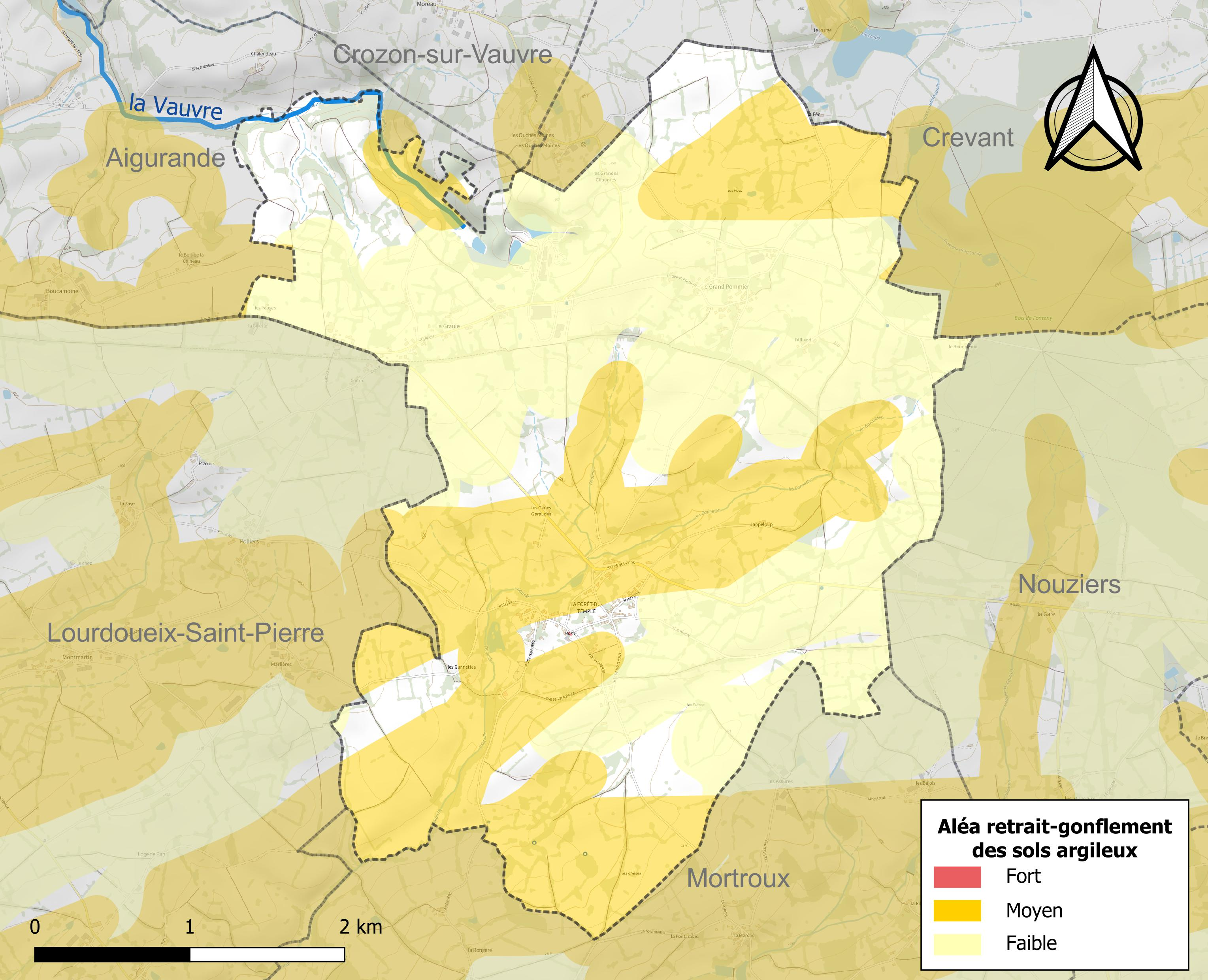
Carte des zones d'aléa retrait-gonflement des sols argileux de La Forêt-du-Temple.

Le retrait-gonflement des sols argileux est susceptible d'engendrer des dommages importants aux bâtiments en cas d’alternance de périodes de sécheresse et de pluie. 39,4 % de la superficie communale est en aléa moyen ou fort (33,6 % au niveau départemental et 48,5 % au niveau national). Sur les 135 bâtiments dénombrés sur la commune en 2019, 28 sont en aléa moyen ou fort, soit 21 %, à comparer aux 25 % au niveau départemental et 54 % au niveau national. Une cartographie de l'exposition du territoire national au retrait gonflement des sols argileux est disponible sur le site du BRGM,.
Par ailleurs, afin de mieux appréhender le risque d’affaissement de terrain, l'inventaire national des cavités souterraines permet de localiser celles situées sur la commune.
La commune a été reconnue en état de catastrophe naturelle au titre des dommages causés par les inondations et coulées de boue survenues en 1982 et 1999. Concernant les mouvements de terrains, la commune a été reconnue en état de catastrophe naturelle au titre des dommages causés par des mouvements de terrain en 1999.

#### Risque particulier
Dans plusieurs parties du territoire national, le radon, accumulé dans certains logements ou autres locaux, peut constituer une source significative d’exposition de la population aux rayonnements ionisants. Certaines communes du département sont concernées par le risque radon à un niveau plus ou moins élevé. Selon la classification de 2018, la commune de La Forêt-du-Temple est classée en zone 3, à savoir zone à potentiel radon significatif.

## Toponymie
Durant la Révolution, la commune porte le nom de La Forêt-la-Nation.

## Histoire

### Préhistoire et Antiquité

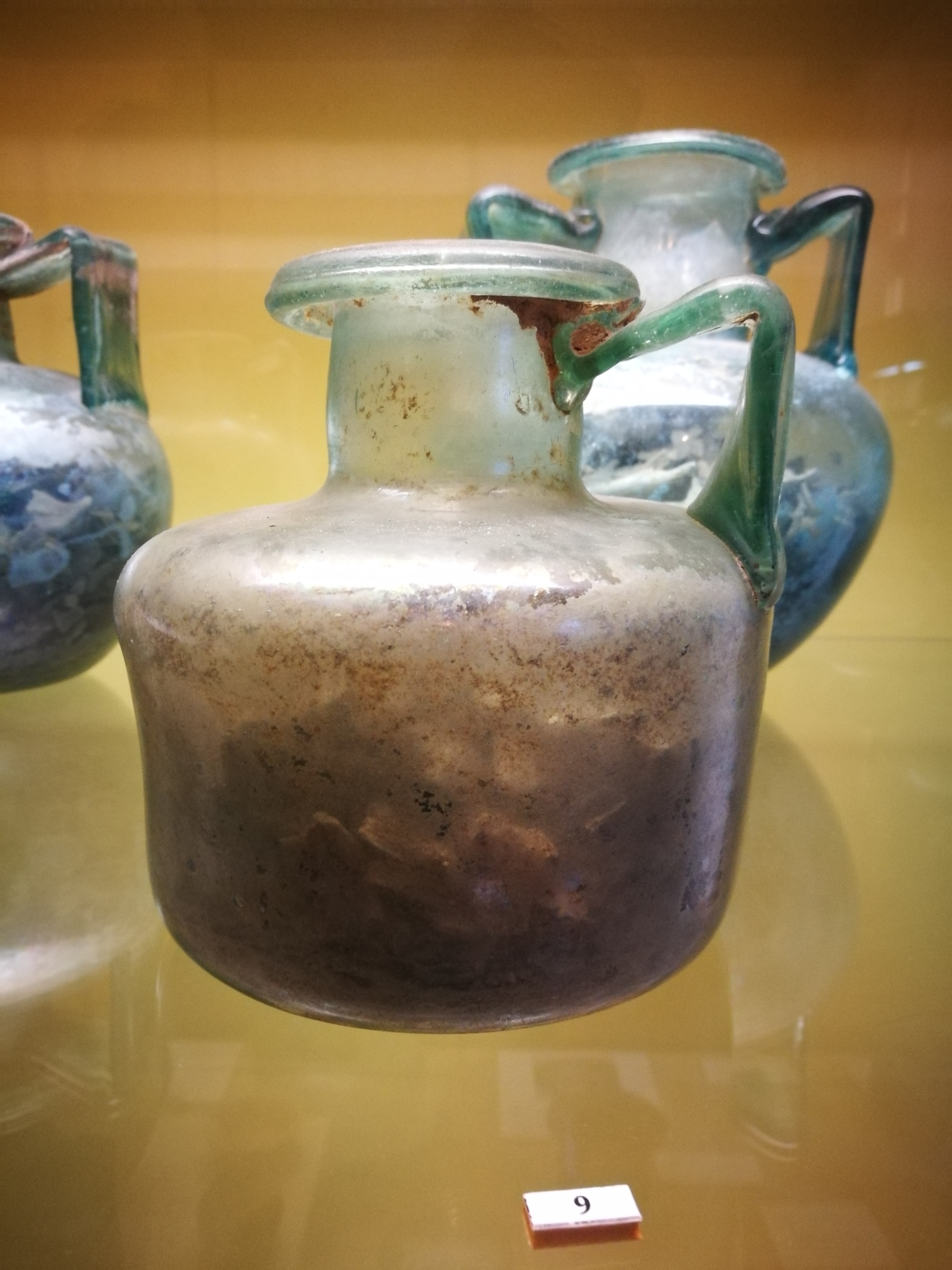
Urne funéraire antique en verre découverte dans le chef-lieu de la commune et exposée au Musée d'Art et d'Archéologie de Guéret.

La présence humaine est attestée depuis la Préhistoire. Ainsi, des ateliers de taille d'outils en silex du néolithique, dont une quantité importante est retrouvée au XXe siècle pendant la construction du chemin de fer, ont été repérés sur le territoire de la Forêt-du-Temple,. Plusieurs haches à talon et un anneau de bronze datant de l'âge du bronze ont aussi été trouvés.
À la période gallo-romaine, entre les Ier et IVe siècles, l'inhumation dans la région se faisait en enfermant les cendres et ossements du défunt dans une urne funéraire simple en terre cuite ou en verre de 20 à 25 cm de haut. D'habitude, ces urnes étaient simplement protégées dans un coffre en granit. En Haute Marche, ce genre de sépultures, le plus mis au jour par des fouilles archéologiques, date des IIe et IIIe siècles. À La Forêt-du-Temple, des urnes de métal ont aussi été découvertes.

### Les Templiers et les Hospitaliers

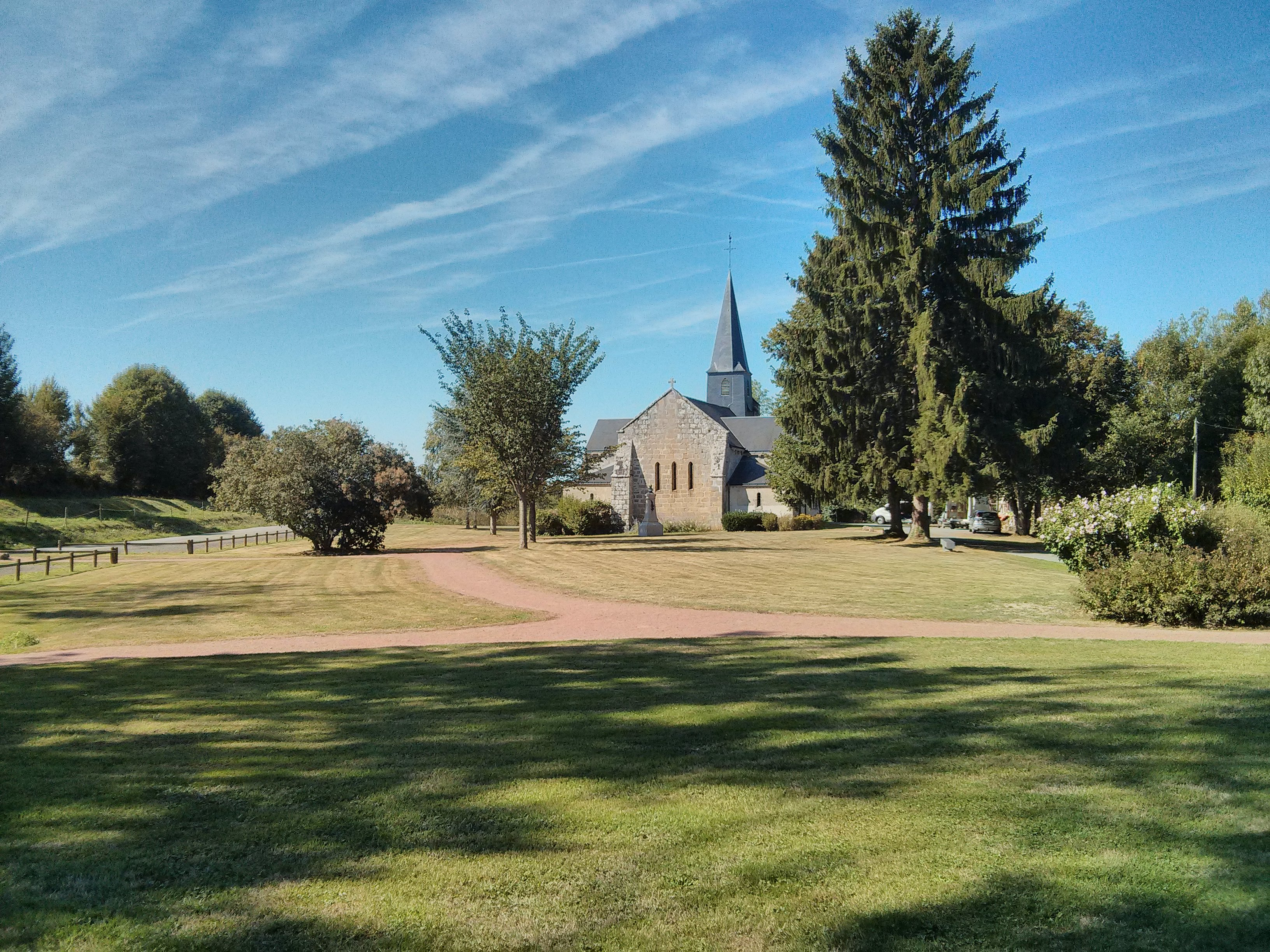
Église de la commune, ancienne chapelle de la commanderie templière

La localité a été mentionnée pour la première fois comme appartenant à l'ordre du Temple à la fin du XIIe siècle, mais la date exacte fait débat entre les sources. Certaines citent, peut-être par reprise du Dictionnaire topographique, archéologique et historique de la Creuse de 1902 de l'historien André Lecler, son apparition dans le cartulaire d'Aubepierre « vers 1185 » sous le nom de Domus fratum de Templo a la Forest,,, litt. en français : « Maison du frère du Temple de la Forêt », mais sans plus de précision. D'autres sources citent, quant à elles plus précisément, une donation du seigneur Géraud de Mortroux à l'abbaye cistercienne d'Aubepierre entre 1194 et 1197.
En 1312, la Forêt-du-Temple est citée deux fois dans les actes du procès des Templiers,. L'Ordre est supprimé le 3 avril, tandis que la dévolution des biens de l'ordre du Temple sont donnés aux Hospitaliers de l'ordre de Saint-Jean de Jérusalem le 2 mai.
La paroisse de la Forêt-du-Temple comportait une maison templière,. L'église Notre-Dame du XIIe siècle est l'ancienne chapelle de la maison templière, puis hospitalière, restaurée au XIXe siècle. Elle est située au-delà du cimetière, à l'écart du village. Elle contient un bras-reliquaire sculpté sur bois orné d'une estampe répertorié à l'inventaire des monuments historiques,.

### Depuis la Renaissance
La commune de la Forêt-du-Temple a été rattaché à Mortroux le 20 juin 1836, puis rétablie en 1883.

## Politique et administration
La commune dépend de l'arrondissement de Guéret, du canton de Bonnat, de la circonscription de la Creuse et de la Communauté de communes Portes de la Creuse en Marche.

### Administration municipale
La mairie de La Forêt-du-Temple se trouve dans l’ancienne école du village, Place du Pilori.

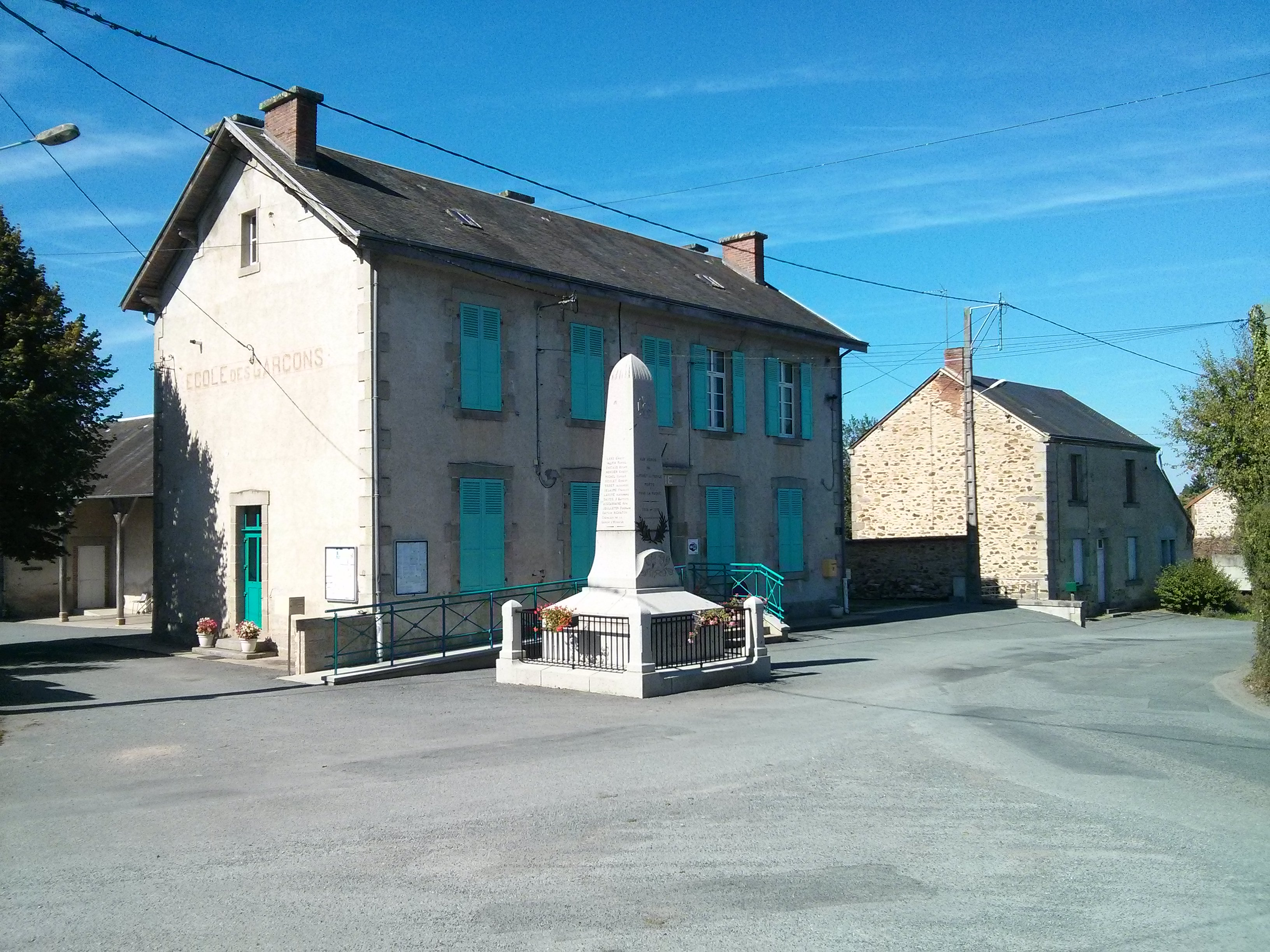
Mairie vue depuis le sud-est.
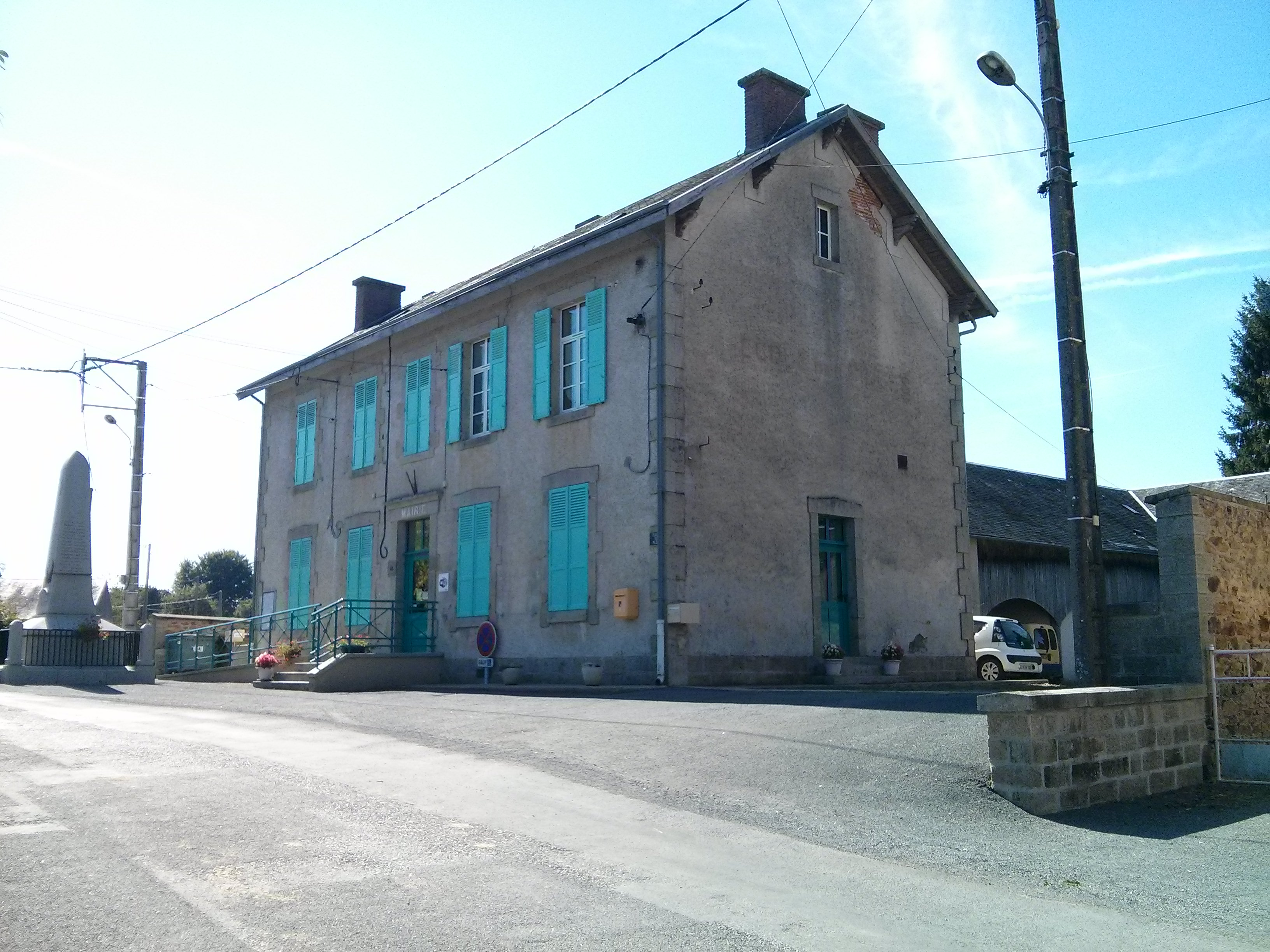
Mairie vue depuis le nord-ouest.

Le nombre d'habitants au dernier recensement étant compris entre 100 et 499, le nombre de membres du conseil municipal est de 11.

### Liste des maires

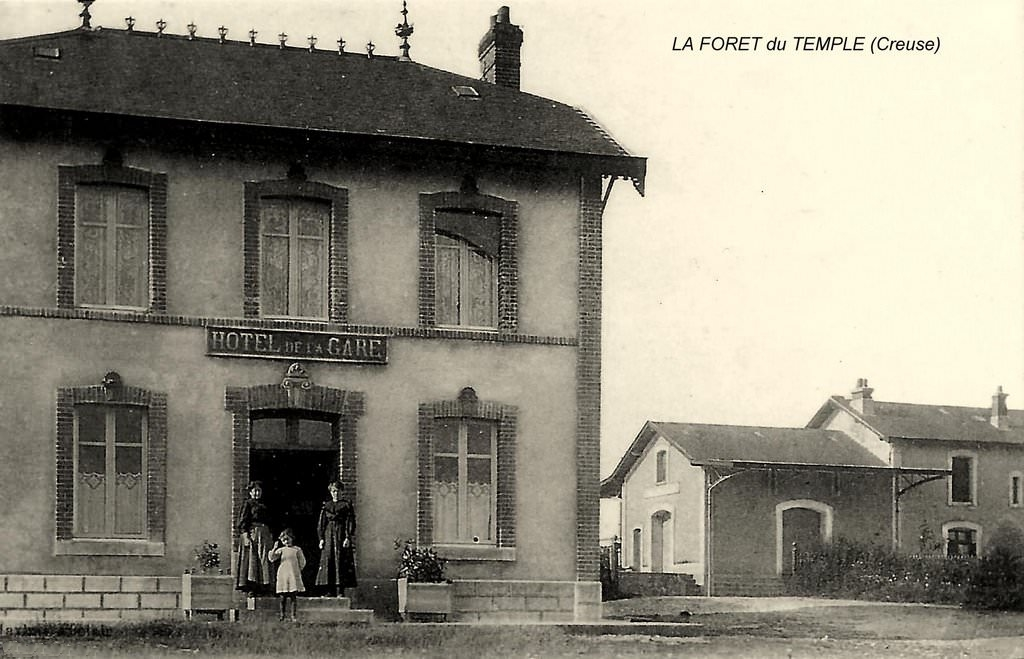
Carte postale de la gare vers 1920.

| Période                                  | Période         | Identité             | Étiquette | Qualité     |
| ---------------------------------------- | --------------- | -------------------- | --------- | ----------- |
| an II                                    | an IV           | Pierre Rigodin       |           | commissaire |
| an IV                                    | an V            | Maurice Aupennetier  |           | agent       |
| an V                                     | an VIII         | Charles Mercier      |           |             |
| 1800                                     | 1805            | Charles Mercier      |           |             |
| 1806                                     | 1807            | Gaspard Coirier      |           |             |
| 1808                                     | 1811            | Silvain Ribierre     |           |             |
| 1812                                     | 1822            | Silvain Vérinat      |           |             |
| 1822                                     | 1832            | Jean-Baptiste Raveau |           |             |
| 1832                                     | 1836            | Pierre Mercier       |           |             |
| 23 septembre 1883                        | 19 mai 1900     | Jules Destouches     |           |             |
| 20 septembre 1900                        | 21 juin 1913    | Louis Michel         |           |             |
| 22 juin 1913                             | 9 décembre 1919 | Jean-Joseph Ravaud   |           |             |
| 10 décembre 1919                         | 4 mai 1935      | Silvain Peynin       |           |             |
| 5 mai 1935                               | 8 avril 1939    | Silvain Rémi Lefort  |           |             |
| 9 avril 1939                             | 7 mars 1965     | Maxime Peynin        |           |             |
| 8 mars 1965                              | 12 mai 1979     | Henri Peynet         |           |             |
| 13 mai 1979                              | 17 juin 1995    | Roger Chenet         |           |             |
| 18 juin 1995                             | En cours        | Éveline Moulin       | DVG       | Employée    |
| Les données manquantes sont à compléter. |                 |                      |           |             |

## Population et société

### Démographie

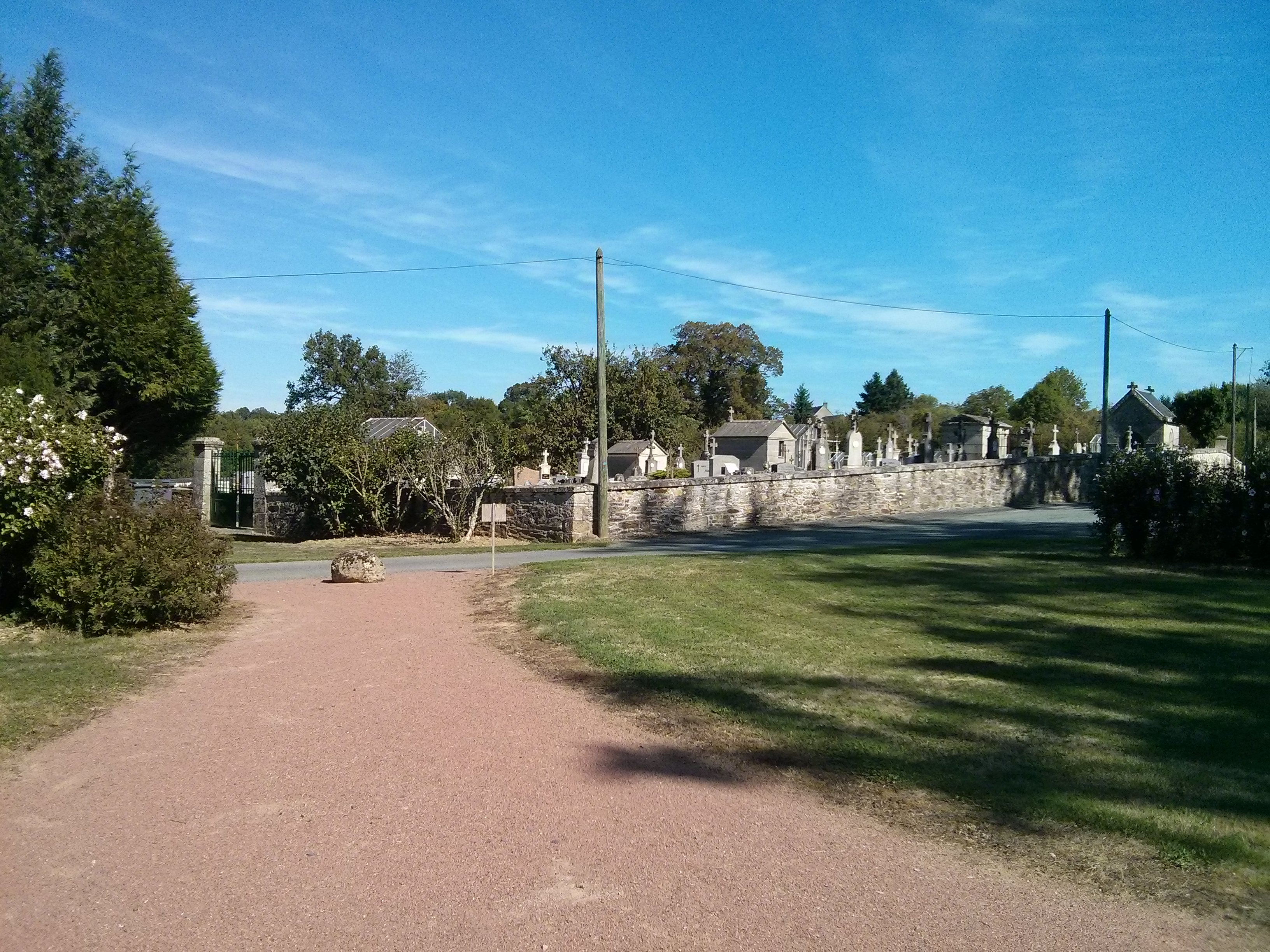
Cimetière de la commune.

Les habitants de la commune sont appelés les Forestiers et les Forestières.
L'évolution du nombre d'habitants est connue à travers les recensements de la population effectués dans la commune depuis 1793. Pour les communes de moins de 10 000 habitants, une enquête de recensement portant sur toute la population est réalisée tous les cinq ans, les populations de référence des années intermédiaires étant quant à elles estimées par interpolation ou extrapolation. Pour la commune, le premier recensement exhaustif entrant dans le cadre du nouveau dispositif a été réalisé en 2006.

En 2022, la commune comptait 143 habitants, en évolution de +1,42 % par rapport à 2016 (Creuse : −3,32 %, France hors Mayotte : +2,11 %).
| 1793 | 1800 | 1806 | 1821 | 1831 | 1886 | 1891 | 1896 | 1901 |
| ---- | ---- | ---- | ---- | ---- | ---- | ---- | ---- | ---- |
| 235  | 212  | 227  | 276  | 213  | 476  | 464  | 457  | 471  |

| 1906 | 1911 | 1921 | 1926 | 1931 | 1936 | 1946 | 1954 | 1962 |
| ---- | ---- | ---- | ---- | ---- | ---- | ---- | ---- | ---- |
| 498  | 508  | 402  | 401  | 435  | 448  | 408  | 391  | 358  |

| 1968 | 1975 | 1982 | 1990 | 1999 | 2006 | 2011 | 2016 | 2021 |
| ---- | ---- | ---- | ---- | ---- | ---- | ---- | ---- | ---- |
| 337  | 264  | 190  | 163  | 151  | 156  | 142  | 141  | 144  |

| 2022 | - | - | - | - | - | - | - | - |
| ---- | - | - | - | - | - | - | - | - |
| 143  | - | - | - | - | - | - | - | - |

### Sports
La Forêt-du-Temple possède un stade de football.
La commune a été traversée par la 6e étape du Tour de France 2008 et la 8e étape du Tour de France 2011.
Le hameau de la Graule abrite depuis le 11 septembre 1999 le Centre fédéral de plongée « La Graule subaquatique ». Profond d'une quarantaine de mètres, il a été créé à la place des anciennes carrières de granit de l'entreprise des Ateliers Maître. La communauté de communes des Portes de la Creuse en Marche en est propriétaire tandis que le comité Centre de la Fédération française d'études et de sports sous-marins en est le gestionnaire.

## Économie

### Revenus de la population et fiscalité
En 2012, le revenu fiscal médian par ménage était de 14 435 €, pour la Forêt-du-Temple.
La commune comptant moins de 1 000 ménages fiscaux et moins de 2 000 personnes, la part de ménages fiscaux imposés n'a pas été révélée par l’INSEE.

### Entreprises
Le plus gros employeur de la commune[réf. souhaitée] est la société d'industrie de pointe Microplan, anciens Ateliers Maître[réf. nécessaire]. Créée en 1924 et fabricant des pavés de rues avec du granit local, elle est depuis les années 1970 spécialisée en production de pièces de granit pour la métrologie.

## Culture locale et patrimoine

### Lieux et monuments
La commune ne compte pas de monument répertorié à l'inventaire des monuments historiques et aucun lieu, monument ou objet répertorié à l'inventaire général du patrimoine culturel,.

#### Église Notre-Dame de La Forêt-du-Temple
La paroisse de la Forêt-du-Temple comportait une maison templière puis hospitalière, restaurée au XIXe siècle,,.

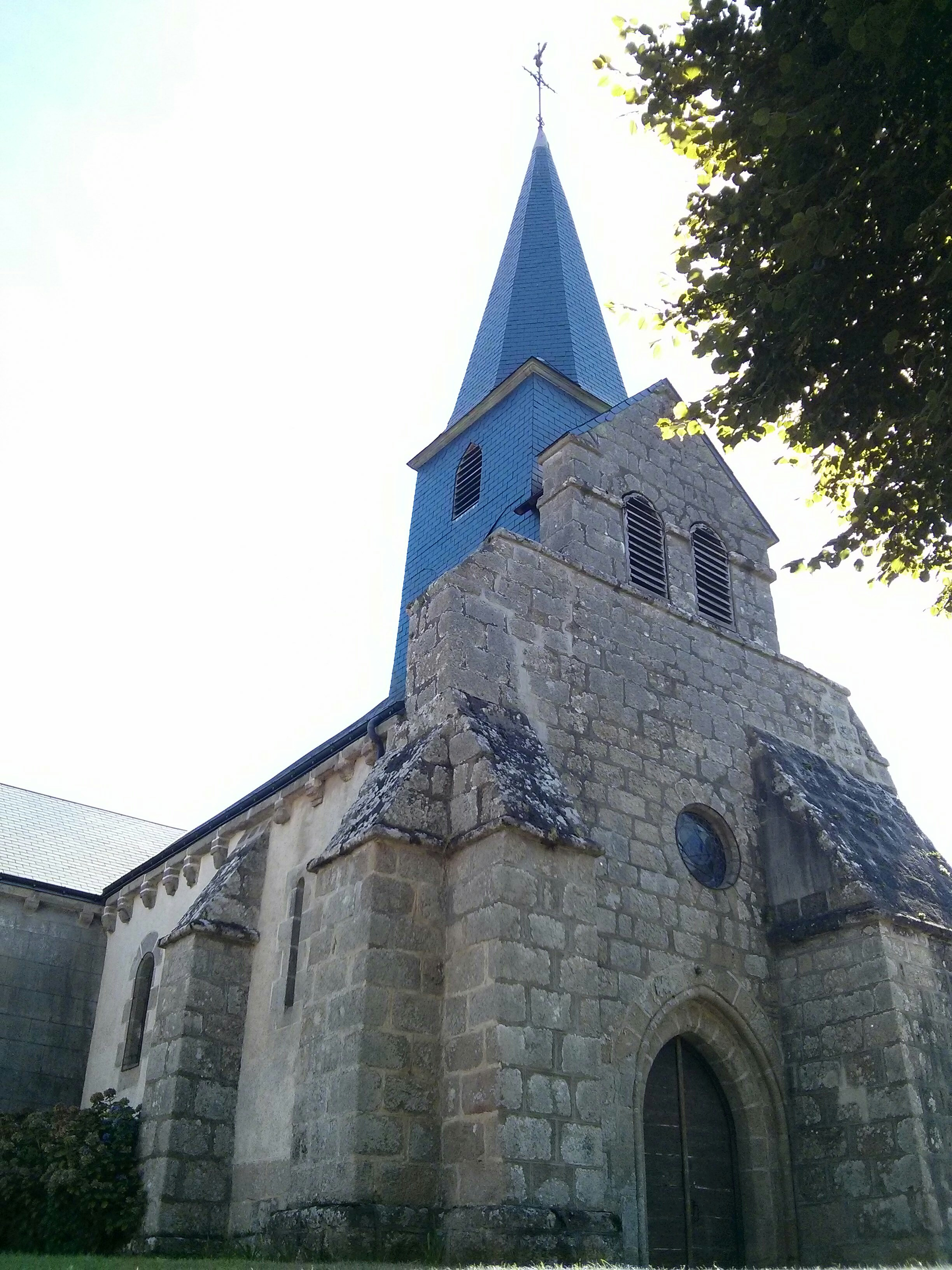
Fronton de l'église.
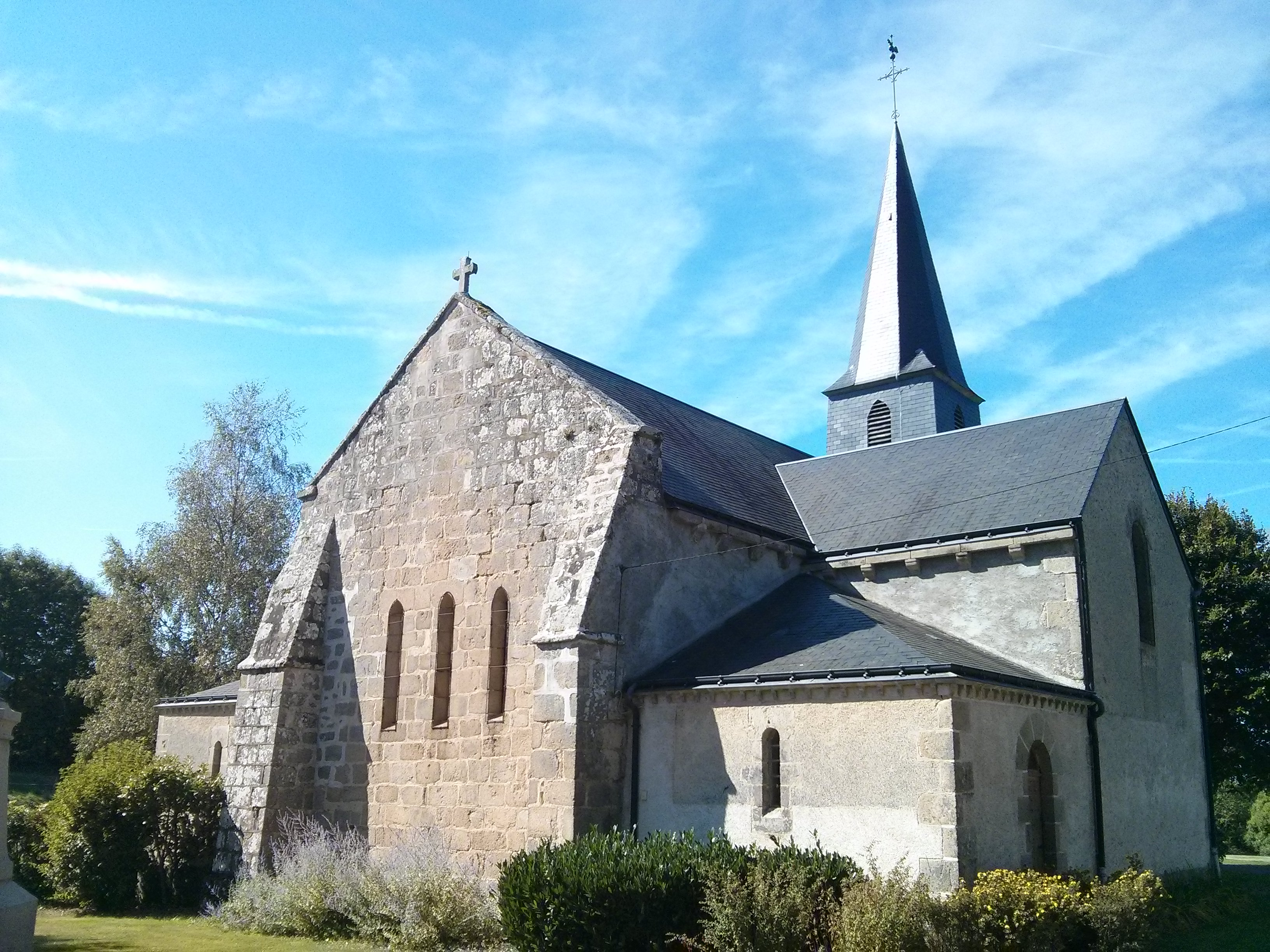
Arrière de l'église.

#### Monument aux morts pacifiste
Le monument aux morts de la commune est une stèle érigée en 1922, commémorant les soldats morts pour la France et une femme.
Situé sur la place devant la mairie, il est constitué d'une stèle de granite posée sur un socle à double assise. Sur la face principale il est inscrit « aux héros de la Forêt-du-Temple morts pour la patrie ». Les noms des vingt-cinq victimes sont inscrits sur les faces latérales tandis que sur la face arrière du monument figure le nom d’Emma Bujardet suivi de l’épitaphe « morte de chagrin ». La municipalité a en effet accepté l'exigence du principal donateur, Jean-Baptiste Alexandre Bujardet, d'inscrire le nom de sa femme, morte de chagrin à la suite de la perte de trois fils pendant cette guerre. La mémoire de Mme Bujardet permet aussi d'inscrire ce monument dans la liste des monuments aux morts pacifiste.

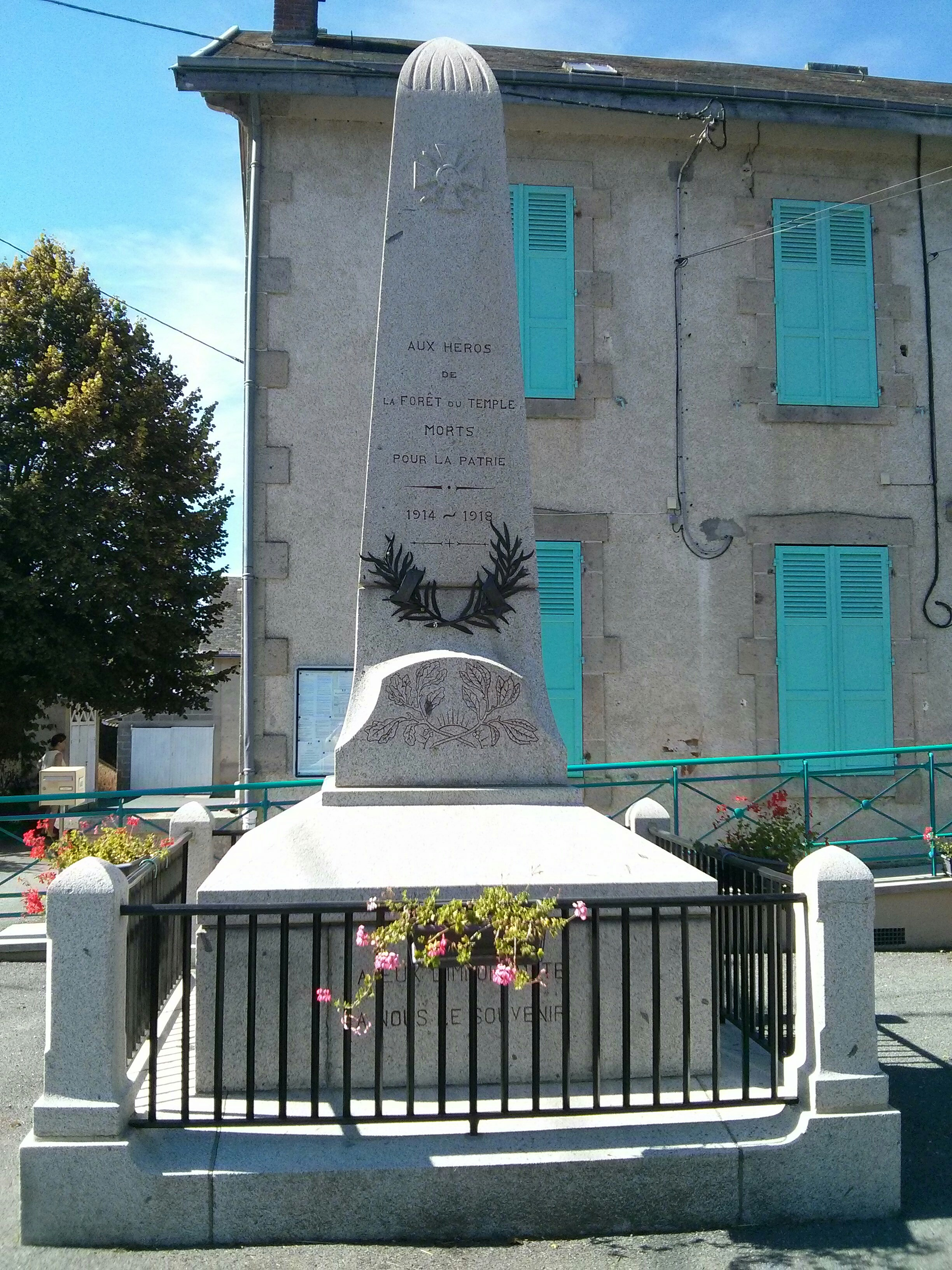
Face avant du monument aux morts.
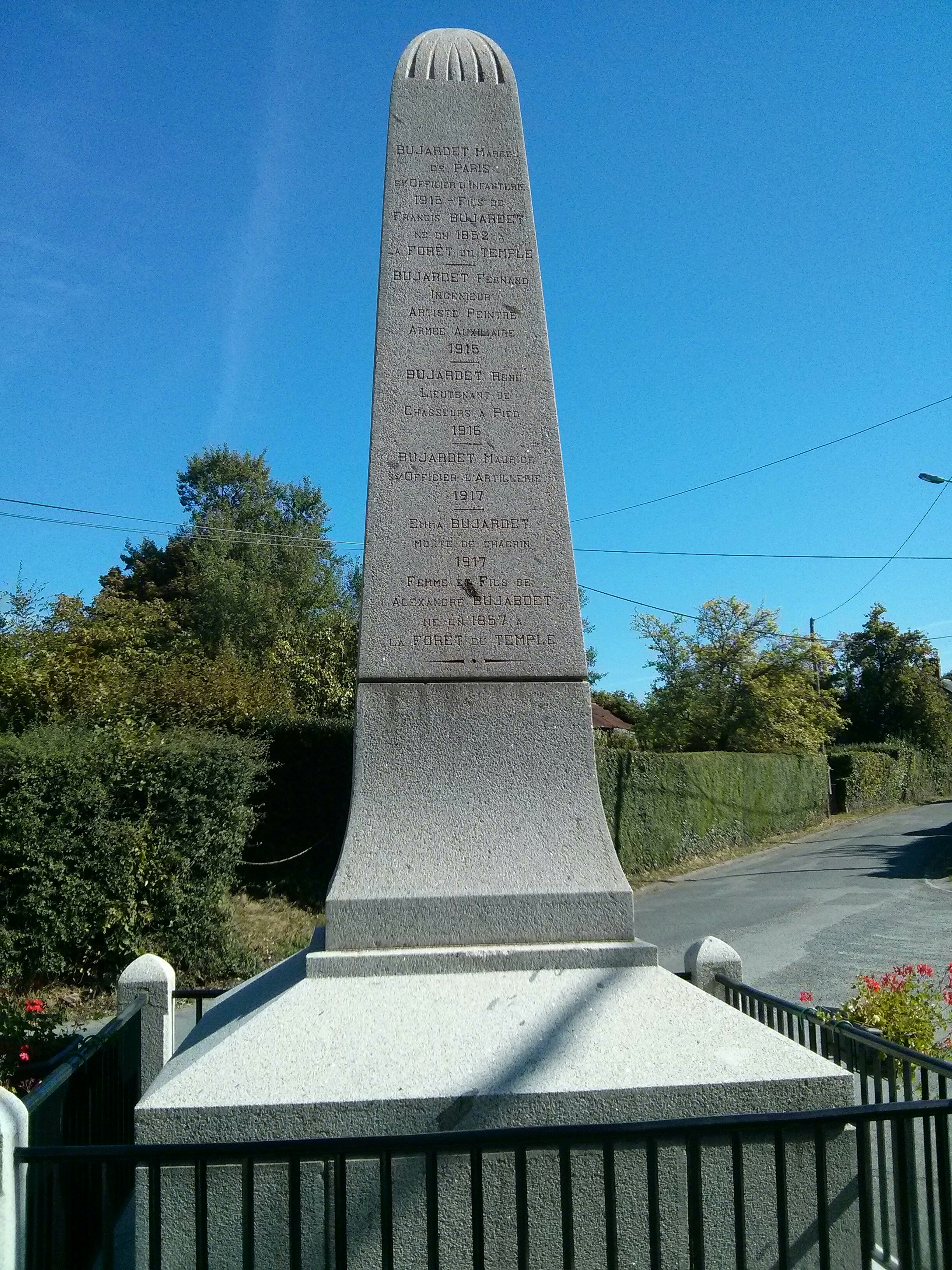
Face arrière du monument aux morts (mention d'Emma Bujardet).

### Personnalités liées à la commune
- Bernard Ranty (peintre)[54]
- François Ravaud (instituteur)[54]

### Héraldique
| Blason de Forêt-du-Temple (La) | Blason  | Écartelé : aux 1er et 4e de sinople à une feuille de chêne d'or posée en barre, aux 2e et 3e d'argent à une croix pattée et alésée de gueules. |
| Blason de Forêt-du-Temple (La) | Détails | Création Jean-François Binon, adoptée en 2012.                                                                                                 |